# Station Batang Kuis
Batang Kuis is een spoorwegstation in Deli Serdang in de Indonesische provincie Noord-Sumatra.